# William Carr Crofts

10 frames sobreviventes de London's Trafalgar Square (1890)

William Carr Crofts (Bradford, West Yorkshire, 1846 - ?, 1894) foi um arquiteto e empresário inglês, além de um dos pioneiros da fotografia.

## História
Crofts foi um arquiteto inglês nascido em Bradford, West Yorkshire. Ao lado de seu primo Wordsworth Donisthorpe e de outras influentes pessoas, foi um dos fundadores da Liberty and Property Defence League, em 1882, um grupo de lobby para industriais e proprietários de terras que estavam alarmados com o Georgismo ("imposto único"), sindicalismo, socialismo e elementos da administração de Gladstone.
Seu irmão Ernest Crofts foi um pintor bastante bem-sucedido que, por volta de 1888, chegou a ter uma de suas pinturas, intitulada "Marston Moor", exposta na Royal Academy of Art. Especula-se que a pintura de Ernest Crofts da cena de batalha é o que pode ter realmente inspirado Donisthorpe e WC Crofts a renovar seus desejos de criar o primeiro filme.
Em 1890, eles foram capazes de produzir London's Trafalgar Square, uma imagem em movimento de Trafalgar Square, em Londres. Em 1891, os primos obtiveram a patente de uma câmera capaz de produzir fotos instantâneas.
Já que Crofts e Donisthorpe eram partidários convictos do Laissez-faire, estavam constantemente em conflito com o movimento socialista crescente na Inglaterra. Em 1890, os distúrbios em Trafalgar Square foram alimentados com o desprezo socialista pelo governo. Crofts e Donisthorpe desejavam, então, fazer a primeira gravação em seu recém-patenteado "Kinesigraph" naquela mesma praça. Levando em conta as posições e paixões políticas de ambos, é razoável acreditar que foram motivados a trazer o cinema ao mundo, senão como entretenimento, mas certamente para fins educacionais e políticos. Durante os dias deles com a "Liga", certamente usaram imagens de suas últimas invenções fotográficas para ajudar a ilustrar pontos políticos e imagens dessas reuniões.

## Ligações Externas
- William Carr Crofts. no IMDb.